# トヨタモビリティ中京
トヨタモビリティ中京株式会社（トヨタモビリティちゅうきょう）は、愛知県を主な販売エリアとする、トヨタ自動車の自動車ディーラーである。通称はモビリティ中京。

## 概要
トヨタモビリティ中京は1961年2月にパブリカ中京として設立。その後、1966年10月にトヨタパブリカ中京、1969年3月にトヨタカローラ中京、そして2021年9月にトヨタモビリティ中京に社名変更し、現在へ至る。
現在は愛知県内に25拠点を構えるディーラーであり、かつてはBMWやMINI、フォルクスワーゲン等も販売していたが、現在は撤退している。GRガレージは、GRガレージ豊田元町を豊田元町店へ併設している。
近年ではモータースポーツにも力を入れており、2017年は全日本F3選手権へトムスへのスポンサーとして参戦している。また、以前よりトムスと提携しており、愛知県内のトヨタ販売店で唯一キーパーコーティング（現在のトムスのスポンサー）商品として推進していたり、トムスの商品も販売している。

## 沿革
- 1961年2月 - パブリカ中京株式会社として設立[2]。
- 1966年10月 - トヨタパブリカ中京株式会社に商号を変更[2]。
- 1969年3月 - トヨタカローラ中京株式会社に商号を変更[2]。
- 2021年9月 - トヨタモビリティ中京株式会社に商号を変更。
- 2024年8月9日、封印取付け業務について、使用済み封印の再利用するなどといった不適切な取扱いがあったとして、国土交通省中部運輸局愛知運輸支局より封印取付けの委託解除となった[3][4][5]。委託解除後は、行政書士による封印取付けを行うとしている[5]。